# Joachim II de Constantinople
Pour les articles homonymes, voir Joachim.
Joachim II de Constantinople (en grec Ιωακείμ Β’), né en 1802 sous le nom de Jean Kpousouloudis et mort en 1878, fut patriarche de Constantinople du 16 octobre 1860 au 21 juillet 1863, puis du 5 décembre 1873 au 16 août 1878.